# لانگنزالتسودل
لانگنزالتسودل (به آلمانی: Langensalzwedel) یک منطقهٔ مسکونی در آلمان است که در تانگرمونده واقع شده‌است.
 لانگنزالتسودل  ۱۸۶ نفر جمعیت دارد.